# Тюдет
Тюдет — река в России, протекает в Усть-Коксинском районе Республики Алтай. Устье реки находится в 26 км по правому берегу реки Кокса. Длина реки составляет 16 км. Притоки: Большой Тюдет, Малый Тюдет, Фирсиха,

## Данные водного реестра
По данным государственного водного реестра России относится к Верхнеобскому бассейновому округу, водохозяйственный участок реки — Катунь, речной подбассейн реки — Бия и Катунь. Речной бассейн реки — (Верхняя) Обь до впадения Иртыша.